# Éric Srecki
Éric Srecki, född den 2 juli 1964 i Béthune, Frankrike, är en fransk värjfäktare och olympisk mästare såväl individuellt (1992) som i lag (1988). Srecki tog även brons vid i herrarnas lagtävling i värja vid OS i Atlanta 1996 samt silver i samband med de olympiska fäktningstävlingarna 2000 i Sydney.